# Torneo de 's-Hertogenbosch 2016
El Torneo de 's-Hertogenbosch 2016 (también conocido como el Ricoh Open 2016) es un torneo de tenis. Desde este año está patrocinado por Ricoh Open, pertenece al ATP World Tour 2016 en la categoría ATP World Tour 250, y al WTA Tour 2016 en la categoría International. El torneo tuvo lugar en la ciudad de 's-Hertogenbosch, Países Bajos, desde el 6 de junio hasta el 12 de junio de 2016.

## Cabeza de serie

### Individual masculino
| Tenista       | Ranking | Preclasificada |
| David Ferrer  | 11      | 1              |
| Bernard Tomic | 22      | 2              |
| Ivo Karlović  | 28      | 3              |
| Steve Johnson | 34      | 4              |
| Sam Querrey   | 37      | 5              |
| Andreas Seppi | 38      | 6              |
| Gilles Müller | 42      | 7              |
| Nicolas Mahut | 44      | 8              |

- Ranking del 23 de mayo de 2016

### Dobles masculino
| Tenista                            | Ranking | Preclasificada |
| Rohan Bopanna Nicolas Mahut        | 13      | 1              |
| Ivan Dodig Rajeev Ram              | 37      | 2              |
| Dominic Inglot Raven Klaasen       | 45      | 3              |
| Daniel Nestor Aisam-ul-Haq Qureshi | 67      | 4              |

### Individual femenino
| Tenista             | Ranking | Preclasificada |
| Belinda Bencic      | 8       | 1              |
| Jelena Janković     | 26      | 2              |
| Kristina Mladenovic | 30      | 3              |
| Jeļena Ostapenko    | 36      | 4              |
| Laura Siegemund     | 37      | 5              |
| Coco Vandeweghe     | 43      | 6              |
| Camila Giorgi       | 44      | 7              |
| Eugenie Bouchard    | 47      | 8              |

- Ranking del 23 de mayo de 2016

### Dobles femenino
| Tenista                                | Ranking | Preclasificada |
| Oksana Kalashnikova Yaroslava Shvedova | 54      | 1              |
| Darija Jurak Anastasia Rodionova       | 92      | 2              |
| Eri Hozumi Miyu Kato                   | 129     | 3              |
| Xenia Knoll Aleksandra Krunić          | 139     | 4              |

## Campeones

### Individuales masculino
Nicolas Mahut venció a  Gilles Müller por 6-4, 6-4

### Individuales femenino
Coco Vandeweghe venció a  Kristina Mladenovic por 7-5, 7-5

### Dobles masculino
Mate Pavić /  Michael Venus vencieron a  Dominic Inglot /  Raven Klaasen por 3-6, 6-3, [11-9]

### Dobles femenino
Oksana Kalashnikova /  Yaroslava Shvédova vencieron a  Xenia Knoll /  Aleksandra Krunić por 6-1, 6-1